# Мале Сескіно
Мале Сескіно (рос. Малое Сескино) — присілок в Дальнеконстантиновському районі Нижньогородської області Російської Федерації.
Населення становить 99 осіб. Входить до складу муніципального утворення Сарлейська сільрада.

## Історія
Від 2009 року входить до складу муніципального утворення Сарлейська сільрада.

## Населення
| 2002 | 2010 |
| ---- | ---- |
| 137  | ↘99  |